# Fèlix Cucurull i Tey
Fèlix Cucurull i Tey   (Arenys de Mar, 12 de gener de 1919 - Arenys de Mar, 4 de febrer de 1996) fou un escriptor i polític català.

## Biografia
Fill de Fèlix Cucurull i Campalans, batlle d'Arenys de Mar i de la seva segona esposa, Leonor Tey i Vilageliu. Al 1930, inicia els estudis de batxillerat al Col·legi Cassà, regentat pels Germans Gabrielistes. El 1933 continua els estudis de batxillerat a l'Institut de Segon Ensenyament de Mataró. El 1936 ingressà a Estat Català i en fou responsable de propaganda al Maresme. El 1938 s'incorporà a l'exèrcit de Llevant, instal·lat a València, i va anar al front com a milicià de Cultura. En acabar la guerra civil espanyola milità en el Front Nacional de Catalunya (FNC) i el 1946 formà part del Consell Executiu en la conferència de assistí a Dosrius (Maresme). Va formar part del Consell Nacional del FNC fins al 1968 quan abandonà el partit per a crear l'Acció Socialista Independentista de Catalunya (ASIC) que va integrar-se en el Partit Socialista d'Alliberament Nacional (PSAN) posteriorment. Col·laborà a nombroses publicacions com Tele-Estel, Serra d'Or, Canigó, Ponent i Avui. Participà en la fundació de l'Assemblea de Catalunya (1971), organisme unitari de l'antifranquisme del Principat. Després d'abandonar el PSAN amb l'escissió produïda l'any 1973, participà com a delegat d'Independents pel Socialisme amb els sectors que donarien lloc al Partit Socialista de Catalunya-Congrés. El 1978, però, va abandonar-lo quan es preparava la fusió amb el PSOE. Entre el 1977 i el 1981 també fou membre de l'executiva del Consell Nacional Català, i entre el 1979 i el 1982, president de l'Institut de Projecció Exterior de la Cultura Catalana. A les eleccions generals espanyoles de l'1 de març de 1979 fou candidat pel Bloc d'Esquerra d'Alliberament Nacional (BEAN), però no fou escollit.
A les eleccions municipals de 8 de maig de 1983 va encapçalar com a independent la llista del PSUC-Candidatura Unitària d'Esquerres, on també formava part Nacionalistes d'Esquerra i va ser escollit regidor de l'Ajuntament d'Arenys de Mar. El 1984 col·laborà en diverses activitats de la Crida a la Solidaritat en Defensa de la Llengua, la Cultura i la Nació Catalanes. El 1985 viatja a París en el Tren de les Nacions i forma part de la comissió que lliura a la UNESCO un manifest a favor del reconeixement de les nacions sense estat. El 1986 fa el discurs d´obertura de la desena Assemblea General de la Crida.
El 1985, la Generalitat de Catalunya li atorga la Creu de Sant Jordi i l'Ajuntament d'Arenys de Mar i la biblioteca P. Fidel Fita li reten un homenatge a Arenys de Mar. El 1988, rep l'homenatge de la Universitat Catalana d'Estiu, a Prada de Conflent. Funda i presideix l'Associació Josep Narcís Roca i Farreras, fins a la seva mort. El 1991 li és atorgat el guardó CIEMEN 1991 (Centre Internacional Escarré per a les Minories Ètniques i les Nacions). I el 1995 a les Jornades Independentistes d'Arenys de Mar, Fèlix Cucurull rep el que serà el darrer homenatge en vida.
De l'obra historiogràfica, cal assenyalar els estudis que realitzà de les primeres fases del catalanisme contemporani i les seues arrels populars i progressistes. També fou membre de l'Acadèmia de Ciències de Lisboa el 1979 mercè el seu estudi Dos pobles ibèrics (1967) on fa paral·lelismes entre Catalunya i Portugal, i el 1980 fou nomenat personalitat cultural de l'any per la Unió Brasilera d'Escriptors.

## Obres

### Poesia
- A mig camí del seny (1946)
- Vida terrena (1948)
- Els altres mons (1952)
- El temps que se'ns escapa (1959)
- Vida terrena (1977)

### Narracions
- L'últim combat (1954)
- Només el miratge (1956)
- A les 21,13 (1956)
- La pregunta i l'atzar (1959)
- El silenci i la por (1962)

### Política
- Dos pobles ibèrics (1967)
- Orígens i evolució del federalisme català (1970)
- Panoràmica del nacionalisme català Arxivat 2016-03-04 a Wayback Machine. (1975)
- Defensa de l'Estatut d'autonomia de Catalunya (1976)
- Consciència nacional i alliberament (1978)
- El fet nacional català a través de la història (1980)
- Catalunya, nació sotmesa (1981). Col·lecció Nova Terra, 12, Barcelona, 1981, ISBN 84-7279-109-2.
- Catalunya republicana i autònoma (1931-1936). Edicions de la Magrana, Barcelona 1984, ISBN 84-7410-154-9.
- Llibertat per la democràcia (1986)
- Narcís Roca i Farreras i l'origen del nacionalisme d'esquerres, inacabada